# 樋浦一帆
樋浦 一帆（ひうら いっぽ、本名：同じ、1953年9月5日 - ）は、東京都出身の日本のギタリスト、歌手、作曲家。

## 来歴
- 1972年11月、野口五郎のバンド「あっぷる」にギターとして参加。1973年5月に解散するまで活動する。
- 1974年、向井一実が率いるロックバンド「VSOP」にリードギターとして加入。一部楽曲では作詞、作曲とボーカルも担当した[2]。
- 1975年、向井一実と共に「つのだひろ&スペース・バンド」にコーラスとして参加。同年、VSOPが解散。
- 1976年、郷ひろみの専属バックバンドである「スーパー・ジェッツ」に参加、リードギターを担当した。後にスーパー・ジェッツの一部メンバーと共に「ボブバボン」を結成。
- 1981年、アニメ『六神合体ゴッドマーズ』の主題歌を担当。
- 1983年、アニメ『銀河疾風サスライガー』の2代目副主題歌を担当。同年に他レーベル楽曲のカバーを担当[3]。
- 1986年、アニメ『剛Q超児イッキマン』の主題歌を担当。
- 1987年、OVA『魔境外伝レディウス』に音楽制作として参加。
- 一時歌手業から引退する。その後、芸名を「ひうら一帆」とし、作曲家として活動している。
- 2011年10月2日に新宿で行われたゴッドマーズ30周年記念イベントに出演。BDボックス発売を記念して新曲を発表した。この年より歌手活動を再開。SRSやAJF等のアニメ関連のライブにも出演するようになる。

## 主な曲

### アニメソング
- 宇宙の王者! ゴッドマーズ（『六神合体ゴッドマーズ』主題歌）
- 愛の金字塔（『六神合体ゴッドマーズ』副主題歌）
- メイビィ・ベイビィ（『銀河疾風サスライガー』副主題歌）
- いくぜ! イッキマン!!（『剛Q超児イッキマン』主題歌）
- イッキマン・マーチ（『剛Q超児イッキマン』副主題歌）
- 遥かな時を越えて（『六神合体ゴッドマーズ』30周年記念曲[4]）

### その他
- まだまだまだ・・・だ[注釈 1]
- 逢えますように[注釈 1]
- 給料上げろブルース[注釈 2]
- 君は女[注釈 2]
- ちょっと待って下さいダーリン
- ドアを閉めて

### カバー
- 宇宙刑事シャリバン（『宇宙刑事シャリバン』主題歌）
- キン肉マンGo Fight!（『キン肉マン』主題歌）

## 楽曲提供
- 青木美保
  - 愛にさよなら
- 岩出和也
  - 黄昏に愛を…
  - 愛のソーシャルダンス（作詞・作曲[注釈 3]）
- オルリコ
  - 駅路
- 上沼恵美子
  - リラの雨
- 佳山明生、瀬生ひろ菜
  - かけおちスペシャル
- 岸田敏志
  - ボルドー・ルージュ
- 北原ミレイ
  - ためらい
- キム・ヨンジャ
  - 灼熱の冬
  - 哀愁砂漠
- 木本有美
  - 北国の恋人
  - あなたと永遠に
- 小林旭
  - 腕に虹だけ
  - 夕陽
  - がんばれ若僧
- 島津ゆたか
  - デスク
- 中島えりな
  - 夏の花よ 秋の花よ
- 長山洋子
  - イヴの朝 ～Let it snow～
  - SAKURA色